# Garth Davis
Garth Davis (Brisbane, 23 settembre 1974) è un regista australiano che lavora in campo cinematografico, televisivo e pubblicitario.

## Biografia
Nel corso della sua carriera ha diretto numerosi spot pubblicitari per marchi come Toyota Corolla, Vodafone, Sony Ericsson, Xbox 360 e molti altri. Per lo spot che ha diretto per la Schweppes ha vinto un Leone d'oro al Festival internazionale della creatività Leoni di Cannes. Nel 2010 ha ricevuto una candidatura ai Directors Guild of America nella categoria miglior regista pubblicitario.
Nel 2013 ha diretto alcuni episodi della miniserie televisiva Top of the Lake - Il mistero del lago di Jane Campion, per cui riceve candidature agli Emmy Awards e BAFTA Awards. Nel 2016 ha debuttato alla regia cinematografica con il lungometraggio Lion - La strada verso casa. Il film è stato presentato al Toronto International Film Festival e distribuito negli Stati Uniti dalla The Weinstein Company. Successivamente Davis è stato ingaggiato per dirigere un film biografico su Maria Maddalena, uscito nel 2018.
Il 10 agosto 2020 Deadline riporta che Davis è in trattative con la Disney per dirigere il terzo film del franchise di Tron.

## Filmografia

### Regista

#### Cinema
- Lion - La strada verso casa (Lion) (2016)
- Maria Maddalena (Mary Magdalene) (2018)
- Il nemico (Foe) (2023)

#### Televisione
- Love My Way – serie TV, 3 episodi (2006)
- Top of the Lake - Il mistero del lago (Top of the Lake) – serie TV, 8 episodi (2013)

#### Cortometraggi
- Alice (2003)